# Justin Falk
Justin Falk, född 11 oktober 1988 i Snowflake, är en kanadensisk professionell ishockeyspelare som spelar för Ottawa Senators i NHL.
Han har tidigare spelat på NHL-nivå för Buffalo Sabres, Columbus Blue Jackets, New York Rangers och Minnesota Wild och på lägre nivåer för Rochester Americans, Lake Erie Monsters, Iowa Wild och Houston Aeros i AHL samt Spokane Chiefs och Calgary Hitmen i WHL.
Han draftades i fjärde rundan i 2007 års draft av Minnesota Wild som 110:e spelare totalt.
Han skrev på ett PTO-kontrakt (Professional Try Out) med Calgary Flames i september 2018, men Flames valde inte att erbjuda honom ett kontrakt efter försäsongen.
Den 30 november 2018 skrev han på ett ettårskontrakt värt 650 000 dollar med Ottawa Senators.